# Symphyotrichum spathulatum
Symphyotrichum spathulatum là một loài thực vật có hoa trong họ Cúc. Loài này được (Lindl.) G.L.Nesom miêu tả khoa học đầu tiên.